# Kronos (comics)
Kronos, también escrito como Chronos, es un personaje ficticio que aparece en los cómics estadounidenses publicados por Marvel Comics. El personaje aparece por primera vez en Iron Man #55 (febrero de 1973) y fue creado por Jim Starlin.

## Historial de publicaciones
Kronos aparece por primera vez en el título Iron Man, salvando el alma de Arthur Douglas, asesinado por un bombardeo del barco del Titán, Thanos. Posteriormente, Kronos usa el alma de Douglas para crear Drax el Destructor, un ser destinado a matar a Thanos, su propio nieto. historia en el universo alternativo título ¿Qué pasaría si...? revela en un flashback que muchos milenios hace que el personaje era originalmente uno de los Eternos inmortales, y lideró una rebelión contra su tiránico hermano Uranos. Después de un golpe exitoso, Kronos engendró a los Eternos Zuras y A'lars (también conocido como Mentor, el actual líder de los Titanian Eternals), antes de ser atomizado accidentalmente durante un experimento fallido. El espíritu del personaje sobrevive y continúa existiendo en forma de astral con poderes y habilidades amplificados.
En el título Capitán Marvel, Thanos toma posesión del artefacto Cubo Cósmico y lo usa para encarcelar a Kronos, quien finalmente es liberado cuando Thanos es derrotado por el héroe Kree Mar-Vell y el equipo de superhéroes Los Vengadores. En el tercer volumen del título Silver Surfer, Kronos se da cuenta de que la entidad Muerte ha restaurado Thanos a la vida y, en respuesta, el personaje devuelve la vida a un Drax fallecido en ese momento, para cazar a Thanos una vez más (con un aumento en el poder físico a costa de su agudeza mental). Kronos aparece brevemente en el título Quasar, encontrándose con el espíritu incorpóreo del villano Maelstrom , y vislumbra el Infinito cuando la entidad se manifiesta.
El personaje aparece en la Serie limitada el Guantelete del Infinito, y con el panteón cósmico combinado del universo Marvel intenta detener a Thanos, quien en el tiempo empuña las Gemas del Infinito. En el título Guardia del Infinito' Kronos escucha las súplicas de la heroína Dragón Lunar y restaura a Drax, su padre cuando Arthur Douglas, a su estado de pensamiento original.

## Poderes y habilidades
Kronos fue originalmente uno de los Eternos de la Tierra. Debido a una explosión causada por un experimento que salió mal, perdió su forma física. La energía de esa misma explosión resultó en que otros Eternos de la Tierra se volvieran inmortales y obtuvieran poderes cósmicos. Una vez que fue un ser abstracto, Kronos se convirtió en una entidad temporal con la capacidad de lograr prácticamente cualquier efecto al desearlo. Ocasionalmente se manifiesta como un enorme transparente humanoide para que los seres menores puedan percibirlo.

## Recepción
- En 2021, CBR.com clasificó a Kronos en primer lugar en su lista de los "15 Eternos más poderosos".[11]
- En 2021, Screen Rant clasificó a Kronos en primer lugar en su lista de los "10 miembros más poderosos de los Eternos".[12]